# Костенцовые
Костенцо́вые — семейство папоротников, входящее в порядок Многоножковые (в некоторых системах классификации — единственное семейство в порядке Костенцовые (Aspleniales)).
У всех представителей семейства продолговатые сорусы с подобным откидной крышке покрывальцем, вскрывающимся по одному краю.
Большинство птеридологов сегодня рассматривает это семейство состоящим только из одного — трёх родов. Никем не оспаривается включение в состав семейства, естественно, рода Костенец. Некоторые учёные всё ещё причисляют к семейству Костенцовые и такие роды, как Листовик (Phyllitis) и Скребница (Ceterach); однако, все виды этих родов легко гибридизируют с видами костенца. Проведённое в 1999 году Мураками и другими филогенетическое исследование семейства Костенцовые показало, что Кривокучник (Camptosorus) и Неоттоптерис (Neottopteris), роды, которые ранее были самостоятельными, должны быть включены в семейство внутри рода Костенец. С другой стороны, эти исследования предполагают, что роды Гименасплениум (Hymenasplenium) (включая Бониниелла (Boniniella)) и Листовик должны быть признаны равными с костенцом родами семейства.
Современная ботаника считает, что семейство Асплениевые насчитывает около 700 видов и межвидовых гибридов, распространённых в тропических, субтропических и умеренных областях обоих полушарий.

## Роды
- Asplenium L. typus — Костенец
- Hymenasplenium Hayata — Гименасплениум
- Phyllitis Hill — Листовик

Если принять подобную классификационную схему за основу, то в России произрастают представители 2 родов семейства Костенцовые — Костенец и Листовик. Кроме них, в России встречаются также и роды, ныне признанные синонимичными перечисленным двум, — Скребница и Кривокучник.